# Jessica Walter
Jessica Walter, född 31 januari 1941 i Brooklyn i New York, död 24 mars 2021 på Manhattan i New York, var en amerikansk Emmy Award-belönad skådespelare. Hon var bland annat känd för sin roll som Lucille Bluth i TV-serien Arrested Development samt för sin ledande roll i filmen Play Misty for Me från 1971, där hon spelade mot Clint Eastwood. Hon medverkade även i CW-serien 90210. Walter uppmärksammades även för sin medverkan i TV-serien Archer där hon gav rösten till Malory Archer.
Walters dotter, Brooke Bowman, föddes 1975. Jessica Walter var gift med skådespelaren Ron Leibman från 1983 fram till dennes död 2019.